# Panzer VI Tiger (P)
Il Panzer VI Tiger (P), abbreviazione del nome completo Panzerkampfwagen VI Tiger (P), altresì conosciuto con la designazione VK 4501(P), fu un carro armato pesante sviluppato durante la seconda guerra mondiale in Germania. Questo blindato rispondeva alla necessità per l'esercito tedesco di un carro in grado di controbattere efficacemente i T-34 sovietici e altre macchine pesanti messe in campo dall'Armata Rossa: il complesso disegno proposto dall'ingegnere Ferdinand Porsche, che faceva affidamento su motori elettrici, fu però bocciato durante i collaudi e soltanto cinque esemplari vennero prodotti. Il VK 4501(P) funse comunque da base per la creazione del semovente pesante Elefant e la preserie servì nelle scuole d'addestramento, eccezion fatta per un solo veicolo che fu inviato sul fronte orientale, dove rimase distrutto nell'estate 1944.

## Storia

### Sviluppo
Fin dal 1937 lo Stato maggiore generale tedesco aveva avviato le ricerche per un rimpiazzo del pur valido Panzer IV, da poco in servizio, con un modello più corazzato e meglio armato: stimolate dall'analisi dei Matilda britannici e dei Char B1 francesi incontrati durante la campagna di Francia della primavera 1940, le aziende incaricate costruirono alcuni mezzi sperimentali. Tuttavia, in genere, i lavori furono lenti poiché le specifiche inoltrate cambiarono più volte nel corso dei mesi.
Il 26 maggio 1941, nel corso di una riunione rivolta a selezionare una nuova serie di armamenti, Adolf Hitler richiese a Ferdinand Porsche e ai rappresentanti della Henschel & Sohn di fornire entro l'estate 1942 i progetti per un carro da 45 tonnellate e armato con la versione veicolare del FlaK 88 lungo 56 calibri; al nuovo Tigerprogramm si aggregò quasi subito la Krupp che si aggiudicò il contratto per la fornitura delle torrette e dell'armamento. Le ditte Porsche e Henschel basarono i rispettivi blindati su progetti già completati, ma rimasti allo stadio di prototipo oppure messi da parte. Nel luglio 1941 la prima azienda prese le mosse dal VK 3001(P), un candidato sostituto del Panzer IV ma mai entrato in produzione, e si rifece a molto del lavoro eseguito su un altro progetto di carro pesante attivo dall'autunno 1940. La Henschel prese spunto per lo più dal VK 3001(H) e dal VK 3601(H), ma per progredire speditamente e recuperare il tempo perduto nei confronti della Porsche, si decise di riutilizzare il possibile da tutti i veicoli sperimentali fino ad allora concepiti.
Sia il VK 4501(P) che il VK 4501(H), designazioni provvisorie dei veicoli Porsche e Henschel rispettivamente, furono terminati in tempo e il 19 aprile 1942 giunsero via treno vicino Rastenburg, in Prussia Orientale: percorsero poi gli ultimi 11 chilometri che li separavano dalla cittadina accusando frequenti guasti. I due blindati furono presentati a Hitler alle 11:00 del 20 aprile (giorno del suo compleanno) dinanzi alla Wolfsschanze e qualche test preliminare dimostrò parecchie manchevolezze nel progetto Porsche, che non furono del tutto risolte quando a luglio presero avvio i collaudi veri e propri a Bad Berka, in Turingia. Le prove furono un disastro per il VK 4501(P): l'innovativo sistema di guida a due motori a benzina e due propulsori elettrici ausiliari, uno per ciascun cingolo, si rivelò oltremodo delicato, richiedeva una costante manutenzione e fu di scarsa praticità. La moderata potenza causò spesso l'impantanamento del carro su terreni molli, il quale dovette essere rimorchiato da veicoli dotati di paranco; inoltre la lunghezza di quasi 7 metri andò a detrimento di mobilità e manovrabilità. Il carro della Henschel terminò invece i test con un grande successo e in quello stesso luglio 1942 fu approvato dalla commissione militare. Nell'ottobre 1942 il verdetto divenne definitivo e il prototipo fu avviato alla produzione, divenendo il famoso e temuto Panzer VI Tiger I.

### Produzione
Escludendo il prototipo, il carro armato di Porsche venne fabbricato in soli cinque esemplari il cui numero di scafo era compreso tra 150001 e 150010. L'assemblaggio avvenne negli stabilimenti della Nibelungenwerke, che impiegò le parti corazzate fornite dalla Krupp. La produzione venne fermata nell'agosto 1942. In parallelo era iniziato l'allestimento di una preserie di 90 telai VK 4501(P) che fu completata nel settembre 1942. Infatti il dottor Porsche, stretto collaboratore di Hitler, aveva messo al lavoro la sua azienda su un primo lotto di Tiger (P) senza un ordinativo ufficiale perché aveva ritenuto certo che il Führer avrebbe preferito il suo progetto a quello della Henschel.
Questi dati sono in contrasto con una seconda fonte che riporta una produzione complessiva di dieci unità, scaglionata come segue: uno terminato nell'aprile 1942, uno a giugno, quattro ad agosto, tre a settembre e di nuovo uno a ottobre. Anche un'altra fonte conferma il completamento di dieci panzer, dei quali otto con una torretta niedriger Decke ("tetto basso") e i restanti con la hoher Decke ("tetto alto").

### Impiego operativo
I cinque carri armati pesanti della Porsche, ora denominati Panzer VI Tiger (P), furono affidati alla base militare di Döllersheim in Austria quali veicoli d'addestramento o di prova. Un singolo esemplare (numero di scafo 150003, di torretta 003) fu però adattato a carro comando mantenendo la dotazione di armi e prestò servizio attivo sul fronte orientale agli ordini del capitano Grillenberg e nei ranghi dello schwere Panzerjäger Abteilung 653, dipendente dall'esercito regolare. Il mezzo era stato equipaggiato con un motore Maybach HL 120 TRM da 12 cilindri ed erogante 300 hp a 3 000 giri al minuto, la corazzatura anteriore era stata portata a uno spessore omogeneo di 100 mm inchiavardandovi piastre aggiuntive ed era stata applicata la pasta antimagnetica Zimmerit. Giunto al reparto nell'aprile 1944, ne fu registrata la perdita nel mese di luglio.

## Caratteristiche
Il Panzer VI Tiger (P) riprendeva molte componenti del suo diretto predecessore, lo sperimentale VK 3001(P), a partire dalla configurazione meccanica: poggiava su sei grandi ruote con sospensioni a barre di torsione longitudinali, non coadiuvate da rulli superiori. La ruota motrice dentata, a differenza di tutti i carri armati tedeschi del periodo, era imperniata in fondo al treno di rotolamento e quella di rinvio anteriore era anch'essa dentata. I cingoli usati era larghi 640 mm per meglio distribuire il peso del carro ed erano formati da 109 maglie; la superficie di contatto al suolo misurava 4,175 metri. Il sistema di propulsione era la parte più innovativa del progetto. Nel vano posteriore dello scafo si trovavano due motori Porsche Type 101/1, ognuno da 10 cilindri disposti a V ed erogante 310-320 hp a 2 500 giri al minuto. Raffreddati ad aria, erano alimentati a benzina e ciascuno presentava una cilindrata di 15 000 cm³: questi motori attivavano due generatori elettrici che fornivano la potenza per due motori elettrici, uno per ciascun cingolo. Tale configurazione si rivelò comunque controversa perché gli apparati Porsche erano inaffidabili, il sistema elettrico faceva largo uso del rame (un materiale strategico molto richiesto dall'industria bellica), era di moderata prestanza e se sotto sforzo tendeva a prendere fuoco. Con un peso di circa 60 tonnellate e una pressione sul terreno di 1,21 kg/cm², il Tiger (P) raggiungeva una velocità massima di 35 km/h e una di crociera pari a 20 km/h su strada, con un consumo di 4,95 litri di carburante per chilometro: poiché i serbatoi contenevano 520 litri, l'autonomia risultava essere di 105 chilometri. Su terreni non preparati o difficili le prestazioni scendevano a punte di appena 8–10 km/h e il raggio d'azione era ridotto a soli 48 chilometri, visto il consumo di 10,83 litri necessario per ogni chilometro percorso.
La grande mole del Tiger (P) era dovuta in buona parte alla massiccia corazzatura: spessa 25 mm per il fondo dello scafo, il tetto e la sommità della torre, misurava 60 mm su fianchi e retro dello scafo, 80 mm su fianchi e retro della sovrastruttura, 80 mm sul lato frontale dello scafo e 100 mm su quello della sovrastruttura. La torretta presentava corazze laterali e posteriori da 80 mm, mentre sulla faccia anteriore da 70 mm; il mantelletto però era spesso ben 145 mm. Una fonte si trova però in disaccordo: riporta una corazza da 100 mm per il frontale di sovrastruttura e torretta; da 80 mm per i fianchi di torretta e sovrastruttura (60 mm sullo scafo); di nuovo da 80 mm su retro di torretta e scafo. Le protezioni da 25 mm sono assegnate solo al tetto della torre mentre le coperture di sovrastruttura e scafo sono spesse 20 mm, così come il fondo. Il mantelletto infine misura tra i 100 e i 110 mm. Le corazzature comunque ingenti non si rifacevano all'innovativa corazzatura a piastre inclinate, che permetteva con minor peso di disporre di forti protezioni; accorgimento questo che aveva reso i T-34 sovietici degli avversari decisamente ostici. La difficoltà riscontrata nel fermare simili macchine, d'altronde, era all'origine della precisa richiesta del cannone da impiegare: il KwK 36 da 88 mm lungo 56 calibri, derivato con poche modifiche dal pezzo antiaereo FlaK 88 ma di grande efficacia anche contro veicoli blindati. Con un alzo compreso tra -8° e +15°, una gittata massima di 10 500 metri e un rateo di fuoco massimo di dieci colpi al minuto, quest'arma poteva penetrare spessori ragguardevoli di acciaio a seconda del tipo di granata caricata come mostra la seguente tabella:
| Proietto         | Tipo     | Peso        | Velocità alla volata | 100 m  | 500 m  | 1 000 m | 1 500 m | 2 000 m |
| ---------------- | -------- | ----------- | -------------------- | ------ | ------ | ------- | ------- | ------- |
| Panzergranate 39 | APCBC-HE | 10,20 chili | 773 m/s              | 120 mm | 110 mm | 99 mm   | 91 mm   | 83 mm   |
| Panzergranate 40 | APCR     | 7,30 chili  | 930 m/s              | 171 mm | 156 mm | 138 mm  | 123 mm  | 110 mm  |
| Granate 39 Hl    | HEAT     | 7,65 chili  | 600 m/s              | 90 mm  | 90 mm  | 90 mm   | 90 mm   | 90 mm   |

La dotazione offensiva era completata da una mitragliatrice MG 34 da 7,92 mm per la difesa contro la fanteria, installata in casamatta sulla destra della sovrastruttura. In totale si potevano trasportare fino a 80 granate per il cannone e 4 350 cartucce per l'MG 34. Non è chiara la presenza o meno di una seconda mitragliatrice. L'equipaggio era composto da cinque membri: in torretta trovavano posto il comandante, il cannoniere e il caricatore; nello scafo sedevano il pilota a sinistra e il mitragliere a destra. Per le comunicazioni con mezzi amici era presente una radio FuG 5.

## Versioni

### VK 4502(P)
Dal 23 marzo 1942 Porsche attese allo sviluppo di un VK 4502(P) derivato dal VK 4501(P) e lo diversificò in due versioni principali: mantenne scafo, apparato motore e meccanica dell'originale Tiger (P) ma ridisegnò la torretta, riposizionandola sul frontale oppure sul retro dello scafo, spostando in questo secondo caso l'apparato motore al centro; l'armamento installabile fu ricercato nell'eccellente cannone KwK 43 da 88 mm e lungo 71 calibri (L/71). Un'altra sensibile differenza, che aveva ritardato la compilazione definitiva delle tavole al luglio 1942, fu rappresentata dalla riduzione delle protezioni frontali da 100 mm a 80 mm e dall'adozione della corazzatura inclinata, un requisito ormai fondamentale per i veicoli da combattimento assimilato dai tedeschi nel corso della guerra in Unione Sovietica.
Già nel febbraio 1942 Porsche aveva preso accordo con la Krupp di Essen per produrre cento scafi e cento torrette, da assemblare alla Nibelungenwerke di Sankt Valentin, ma tra aprile e luglio la commissione cambiò più volte consistenza, fino a quando fu deciso di costruire solo trenta telai preparando il materiale per ulteriori cinquanta. Negli ultimi mesi del 1942, però, sorse un grave imprevisto allorché il motore Porsche 101/3 appositamente creato non passò i collaudi: il 3 novembre il contratto per una produzione di serie venne annullato e alla Krupp furono richiesti solo tre Versuchspanzer ("carri armati sperimentali"), mentre a questa data la struttura portante di venti torrette era già pronta e altre quaranta-cinquanta erano in corso di produzione. Il 25 gennaio 1943 la Krupp ebbe il permesso di renderne operative tre e il 17 febbraio consegnò i previsti scafi del VK 4502(P) alla Nibelungenwerke ma le torrette non arrivarono mai: un rapporto del 25 aprile 1944 segnala infatti una sola torretta completata ma non inviata. Il 22 agosto 1944 con un'ordinanza del Waffenprüfung 6 tutte le torri dovettero essere ricondizionate per l'utilizzo sul Tiger I o Tiger II sempre della Henschel, cosa che di fatto pose fine al progetto di Porsche.

### Versioni modificate

#### Rammtiger (P)
Il 22 novembre 1942 Hitler dette il suo assenso alla costruzione di un prototipo di Rammtiger (P) ("Tigre-ariete"), ovvero di un blindato preposto alla distruzione di ostacoli e barricate: in quei giorni si stava infatti svolgendo la battaglia di Stalingrado, dove i cumuli di rovine e i blocchi predisposti dai difensori sovietici avevano spesso impedito un uso proficuo dei mezzi corazzati nella lotta. Il 7 dicembre 1942 la Porsche completò i progetti, che prevedevano di apporre sui telai una sovrastruttura dalla linea aerodinamica (sì che le macerie scivolassero ai lati) il cui muso formava un grosso vomere; fu preservato l'affusto in casamatta per una mitragliatrice MG 34 o 42. La corazzatura sarebbe stata spessa 30 mm su tutti i lati mentre il tetto avrebbe misurato 50 mm. Le dimensioni prospettate erano una lunghezza di 8,25 metri, una larghezza di 3,600 metri e un'altezza di 2,550 metri. Il 5 gennaio 1943 il Führer decise che tre Tiger (P) dovevano essere convertiti e altrettante sovrastrutture furono prodotte nel maggio 1943. Ad agosto erano segnalati tre Rammtiger completati, ma sembra molto improbabile che siano stati adoperati. Rimasero quasi sicuramente nei capannoni della Nibelungenwerke.

#### Bergepanzer Tiger (P)
Tra agosto e settembre 1943 tre dei cinque Tiger (P) dislocati a Döllersheim furono convertiti in carri soccorso e designati come "Bergepanzer Tiger (P)". La trasformazione era stata eseguita dalla Nibelungenwerke: il nuovo mezzo pesava 60 tonnellate, era lungo circa 8 metri e alto 1,97 metri, poiché al posto della torretta era stata fissata una bassa sovrastruttura armata con una MG 42 da 7,92 mm sulla destra. I due motori Porsche di dubbia affidabilità erano stati sostituiti con altrettanti Maybach HL 120 TRM a 12 cilindri a V, eroganti ciascuno 272 hp a 2 800 giri al minuto; erano alimentati a benzina e raffreddati a liquido. Serviti da una scorta di 950 litri di carburante, permettevano al Bergepanzer di coprire un'autonomia di 150 chilometri su strada e una più modesta di 90 chilometri fuoristrada. L'equipaggio salito a 6 uomini poteva usufruire di due radio, una FuG 2 e una FuG 5. La corazzatura era stata infine incrementata a 200 mm e il valore minimo era passato da 20 a 30 mm.

### Varianti
Nel settembre 1942, visto lo stato di avanzamento, fu ipotizzato di adoperare i novanta scafi del Tiger (P) appena consegnati per creare due battaglioni carri pesanti (schwere Panzer-Abteilung) da inviare in Tunisia, ma il proposito venne meno per l'insorgere di complicazioni tecniche. Fu allora suggerito di montare sugli scafi obici da 150 mm o 170 mm, così come mortai da 210 mm, ma nessuno di questi piani fu realizzato perché il 22 settembre fu ordinato di trasformare i Tiger (P) in semoventi d'assalto armati con un cannone PaK 43/2 da 88 mm L/71. Il nuovo mezzo, con corazzatura frontale raddoppiata e con il cannone montato in casamatta, ricevette il nome di "Ferdinand" in onore del dottor Porsche ma fu in seguito ribattezzato come "Elefant".